# 鴻巣宿

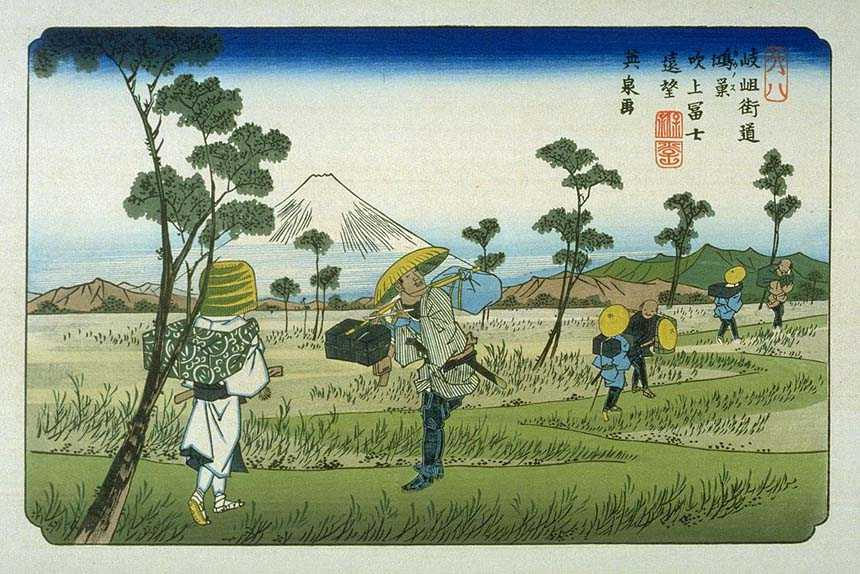
『岐岨街道 鴻巣 吹上冨士遠望』
天保6- 8年（1835-1837年）、渓斎英泉 画
人家が途絶えた寂しい道は鴻巣宿近辺ではなく、さらに先、間の宿がある吹上辺りの風景である。旅路の目印となる榎が疎らに植えられた昿原（こうげん）の縄手を旅の商人や虚無僧が往き交い、背景では雪を頂く富士の山が雄大な姿を現している。

鴻巣宿（こうのすじゅく、こうのすしゅく）は、江戸時代に整備され、栄えていた宿場町である。中山道六十九次（木曽街道六十九次）の内江戸・日本橋から数えて7番目、すなわち武蔵国のうち第7の宿である（現在の埼玉県域では6番目）。
所在地は、江戸期には東海道武蔵国足立郡鴻巣宿。現在の埼玉県鴻巣市に当たる。なお、上方（京側）へ1つ先の熊谷宿との間には、間の宿であり日光裏街道との交差点でもある吹上宿がある。

## 特徴

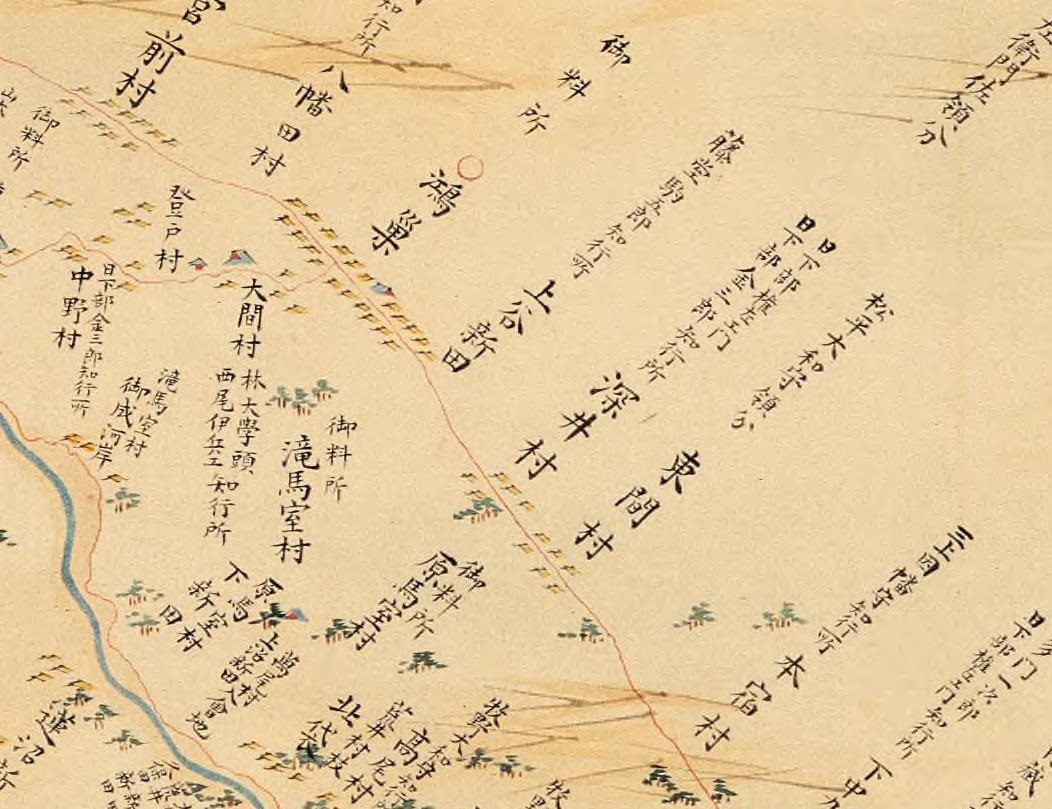
鴻巣及び本宿(〔大日本沿海輿地全図 〕. 第８８図 武蔵(武蔵・千住・忍・菅谷村)より)

地名「鴻巣」の由来については「鴻巣市#地名の由来」を参照のこと。

### 移転・整備に始まる
慶長7年（1602年）まで鴻巣宿は現在の北本市（きたもとし）に位置していたが、江戸幕府の宿駅整備に伴い、それまでの鴻巣宿より北の、市宿新田（いちじゅく-しんでん） に移設された。これにより、それまでの鴻巣宿は「元の鴻巣」との意から「本鴻巣村（もと-こうのす-むら。元鴻巣村とも記）」と表されるようになり、元の宿場であることから「本宿村（もとじゅく-むら。元宿村とも記）」と表されるようになった。
なお、「本宿村」は1879年（明治12年）に「北本宿村」に改称された後、1889年（明治22年）に中丸村大字北本宿となった。1928年（昭和3年）に国鉄高崎線（旧・日本鉄道、現・JR東日本高崎線）の駅が開設された際に駅名として採用され、1943年（昭和18年）に成立した新村の村名となった。北本宿村は1959年（昭和34年）の町制施行の際に北本町に改称された。

### 移設理由、追分の地勢
宿場移設の明確な理由は定かではないが、熊谷宿と桶川宿の間に宿を設けるには、現在の北本地域では桶川に近すぎたためとの説や、徳川家康の鷹狩り用の休憩地として鴻巣御殿が建設されたことも関係しているとの説がある。『北本市史』は太田氏資に仕え、氏資の没後に鴻巣郷の開発領主となった深井対馬守景吉（鴻巣七騎の一人）が宿駅を取り立てたものとした上で、景吉が天正18年（1590年）以降に現在の鴻巣市宮地に移住していることから、宿駅の移設もそれに伴ったものとしている。一方、『鴻巣市史』は岩附城下の市宿から天文20年（1551年）に移って、市宿新田として開発をした小池長門守久宗（鴻巣七騎の一人）の名も挙げ、「近世の鴻巣宿は戦国期に取り立てられ、その後に移動したということに異論はないようである」としている。この宿場の移設によって、それまで市宿新田と呼ばれていた場所に移され、鴻巣宿となった。
鴻巣宿は、中山道の他にも、松山（現・東松山市）に至る吉見道、箕田追分を経て忍藩の居城・忍城（在・行田市）に至る忍道、及び、私市（現・加須市）に向かう道との間で宿継ぎが行われ、中山道の宿場町の中では比較的大きなものであった。
鴻巣宿周辺にはいくつかの立場（たてば）が存在したが、中でも鴻巣宿と熊谷宿の間にあり、日光裏街道との交差点に位置していた吹上宿（現・鴻巣市）は上述の忍城へと至る中継地点としての地の利もあり、間の宿として発展した。鴻巣宿周辺には他に久下（現・熊谷市）、箕田（現・鴻巣市）、東間（現・北本市）、本鴻巣（後、本宿と称。現・北本市）に立場が置かれていた。

### 町並み

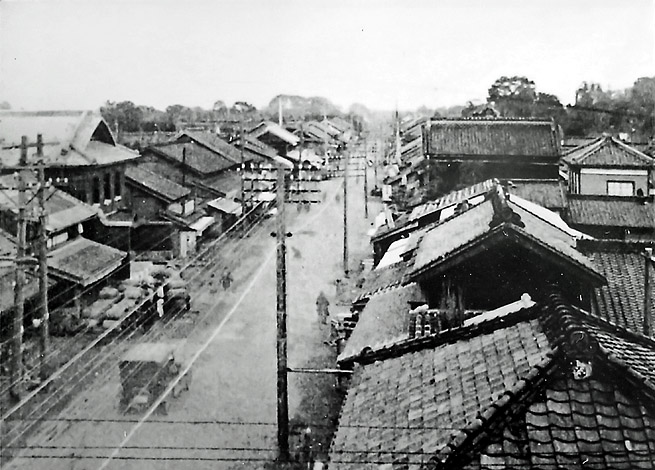
鴻巣の中山道沿いの街並み（1921年頃）

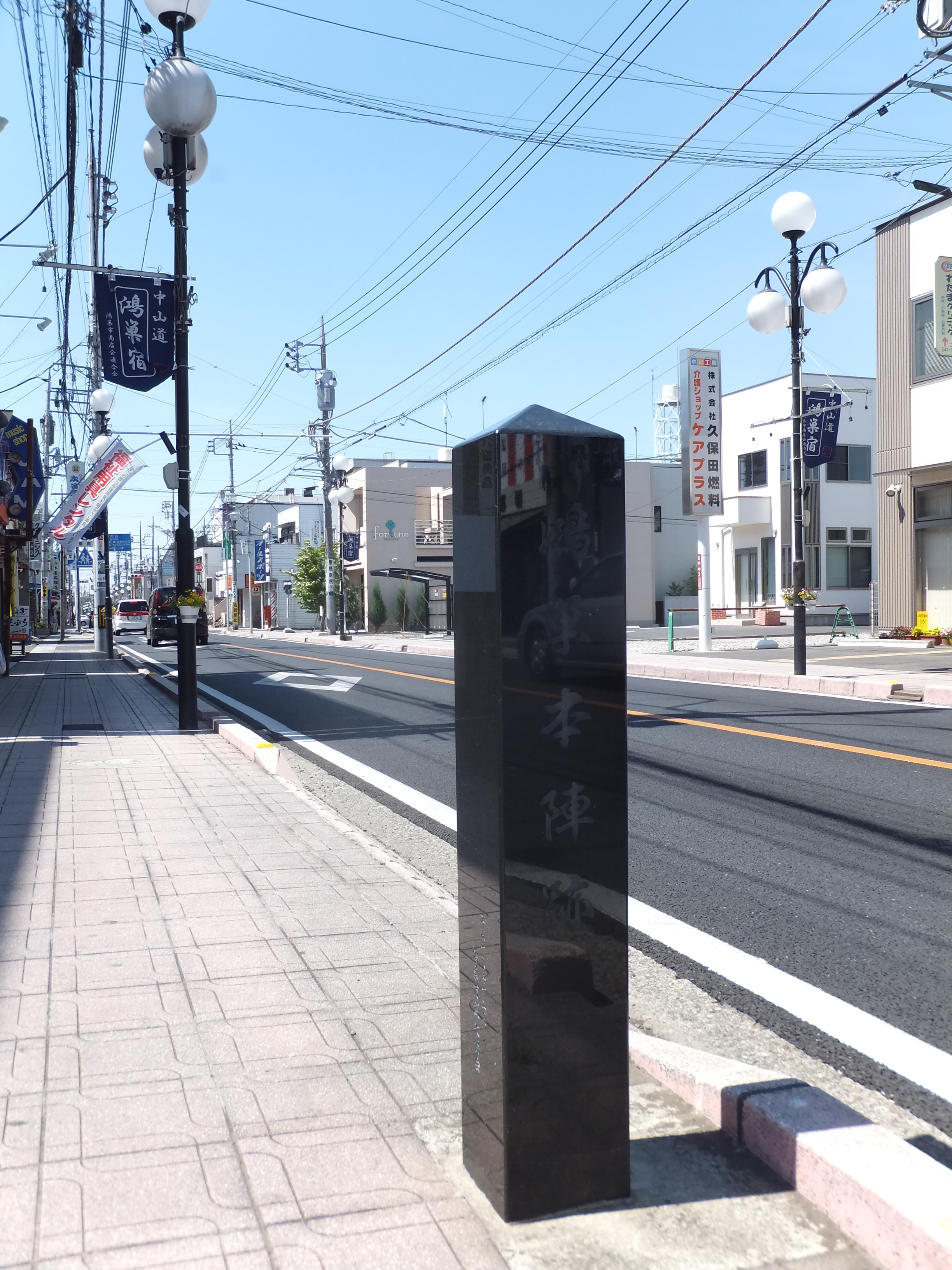
鴻巣宿本陣跡の碑

天保14年（1843年）の調べでは、宿内人口2,274人、町並み17町（約1.9 km）、宿内家数566軒。本陣1軒、脇本陣1軒、旅籠58軒と記録に留める。

### 武蔵武士と箕田源氏の本源地
鴻巣宿の北に位置する箕田郷（旧箕田村周辺、現・鴻巣市箕田地区）は、嵯峨源氏の流れを汲む箕田源氏（みだ-げんじ）の発祥地と伝えられる。箕田の氷川八幡神社は、古くは綱八幡とも称し、羅生門の鬼退治で活躍した「頼光四天王」の1人である渡辺綱を祀るといわれている。武蔵守となって下向した綱の先々代・源仕（わたなべ-の-つがう）が当地に居を定め、先代・源宛（みなもと の あつる）の時代になって「箕田源氏」を名乗った。境内にある「箕田碑」は宝暦9年(1759年）の建立で、箕田源氏の由緒と武蔵武士の本源地であることが記されている。箕田の近隣には清和源氏の祖である源経基の居館跡もある。氷川八幡神社に近接の宝持寺は、渡辺綱が父・源宛と祖父・源仕の追善のために建てた古刹と伝えられる。

### 古刹、鷹場、雛人形
宿場の下り（江戸方）の出入り口近くにあり、屋根に三つ葉葵の紋瓦 を掲げる勝願寺は、浄土宗の名刹として名高い大寺で、2世住職円誉不残上人が徳川家康の帰依を受け、寺領30石を安堵されている。家康の次男、結城秀康が結城から越前北ノ庄（cf.結城氏北ノ庄城）へ転封になった時、結城城の御殿を全てこの寺に賜わったといい、大方丈には金の間・銀の間・獅子の廊下などがあり、鐘も結城の華蔵寺から移したものであった。
また、文禄2年（1593年）には、家康の鷹狩の休息地として使用するための鴻巣御殿が建てられた。この御殿は当地の豪族である小池隼人助の所有する土地に建てられたもので、家康、秀忠、家光の徳川将軍三代に渡って利用された。寛永8年（1631年）2月を最後に将軍家の利用は途絶えたものの、御鷹部屋が残されていることから幕府鷹匠による鷹狩のため定期的に利用されていたものと推測される。明暦3年（1657年）に明暦の大火が起きると江戸城再建のための資材として、御広間や老中部屋など28棟が解体された後も、門や御主殿をはじめ一部の施設は残されていたが老朽化が進み、元禄元年（1688年）ころまでに正式に廃止されたものと推測される。その後、御殿跡には鴻巣宿の本陣を務めていた小池氏の子孫により東照宮が建立された。
鴻巣宿の加宿である上谷新田（現在地名：鴻巣市人形）にて農間期の農民が余技でこしらえる雛人形は江戸中期に始まり、鴻巣雛の名で江戸周辺にも数多く出荷され人気を博した。これは天正年間（1573- 1644年）に京都伏見人形の人形師が移り住んだのが始まりとされており、やがて豪華な衣装で着飾った古代雛が作られるようになったと言われるが詳細は定かではない。
そうして盛んになった鴻巣の雛市は、江戸の十間店（じっけん-だな、現：東京都中央区日本橋室町）、武州越ヶ谷（ぶしゅう-こしがや、現：埼玉県越谷市）とともに関東の三大雛市と称された。また、鴻巣に独特の「裃雛（かみしも-びな）」は、女児の初節句や地場産業の一つである養蚕の豊作を願う「お繭さま」に供える愛らしい人形である。これらの伝統は今の世にも引き継がれ、鴻巣市人形には雛人形の製造問屋が軒を連ねている。

## 名所・旧跡
- 原馬室一里塚 ：鴻巣市小松に西側の塚のみ現存。中山道の一里塚は、ここの他、東京都板橋区志村と高崎市上豊岡町の、計3箇所のみ現存している。
- 勝願寺 ：関東十八檀林の1つ。伊奈忠次・伊奈忠治の墓、小松姫などの墓がある。
- 鴻神社 ：明治6年（1873年）、鴻巣宿の中心にあった氷川神社、熊野神社、竹ノ森雷電神社を合祀し、鴻三社と号したのが始まり。
- 法要寺 ：慶安年間（1648- 1651年）に加賀藩が宿舎として利用したことから、加賀前田家の梅鉢紋の使用が許された。
- 氷川八幡神社（綱八幡）：「#武蔵武士と箕田源氏の本源地」を参照。
- 宝持寺 ：上に同じく。
- 雛屋歴史資料館 ：江戸時代からの雛人形や古文書、写真などを展示。
- 荊原権八延命地蔵 ：間の宿・吹上宿に属するので、記述は他項「吹上宿」に譲る。

## 交通の基本情報

### 中山道の行程
- 江戸・日本橋から京・三条大橋までの全行程 135里24町8間（約532.8 km[注 6]）中
  - 江戸・日本橋 - 鴻巣宿　12里8町6間（約48.0 km[注 7]）
  - 桶川宿 - 鴻巣宿　1里30町（約7.2 km[注 8]）
  - 鴻巣宿 - 熊谷宿　4里6町40間（約16.4 km[注 9]）
  - 鴻巣宿 - 京・三条大橋　123里16町8間（約484.8 km[注 10]）
- 江戸期の成人男性は通常、旅の1日におよそ10里（平地を8- 10時間で約40km、時速約4- 5 km）を歩く。[注 11]

### 隣の宿
本街道
- 中山道

桶川宿 - 鴻巣宿 - （間の宿：吹上宿） - 熊谷宿　
脇往還　　「#移設理由、追分の地勢」も参照。
- 吉見道 ：鴻巣宿から松山（現・東松山市）に至る。
- 忍道 ：鴻巣宿から箕田追分を経て、忍藩の居城・忍城のある忍（おし。現・行田市内）に至る。
- 日光脇往還 ：中山道を一歩先に進んだ吹上宿を追分として、北は終点・日光東照宮、南は起点・拝島宿（現・東京都昭島市内）に至る。

### 現代の交通
- 鉄道（最寄り駅）
  - JR東日本（東日本旅客鉄道）　■高崎線 鴻巣駅
- 自動車道路　[12]
  - 埼玉県道164号鴻巣桶川さいたま線 ：この区間の中山道の現在の名称。
  -  国道17号 ：旧・中山道と並走（この区間では交差する地点無し）。
  - 埼玉県道57号さいたま鴻巣線 ：人形町より手前（起点である鴻巣市本町交差点）で旧・中山道と結ぶ。
  - 埼玉県道66号行田東松山線 ：かつての日光脇往還であり、吹上駅近隣の吹上神社・北（鴻巣市吹上本町交差点）で旧・中山道と交差する。